# Sandkrug (Rühstädt)
Sandkrug ist ein Wohnplatz von Rühstädt im Landkreis Prignitz in Brandenburg.

## Geografie
Der Ort liegt einen Kilometer nordwestlich von Bälow und drei Kilometer nordnordwestlich von Rühstädt. Er verfügt über keine eigene Gemarkung, sondern liegt auf der von Bälow. Die Nachbarorte sind Klein Lüben im Norden, Lanken im Nordosten, Bälow im Südosten, Uhlenkrug im Südwesten sowie Scharleuk und Kampehl im Nordwesten.